# John Heywood
John Heywood, född omkring 1497, död omkring 1580, var en engelsk författare. Han var morfar till John Donne.
Heywood blev efter studier i Oxford anställd vid Henrik VIII:s hov som musiker, vitterlekare och sällskapsman. Som diktare är han känd genom ett stort antal epigram och framför allt genom ett sina sex interludes, de äldsta bevarade alster av detta slag, ett slags mellanting mellan medeltidsmoraliteter och moderna farser. Ämnena hämtade han ur vardagslivet eller från skämtsamma anekdoter, såsom i The four P:s, där fyra personer tävlar om vem som kan framföra den värsta lögnhistorien. Som hans bästa stycke räknas The play of the wheather (tryckt 1533). Stil och komposition är ofta välarbetade, men skämten ofta grova. Heywood blev som ivrig romersk katolik utsatt för förföljelser under Edvard VI och lämnade England under Elisabeth. Hans Dramatic writings utgavs av John Stephen Farmer 1905.